# Авдеев, Александр Фёдорович (Герой Социалистического Труда)
Алекса́ндр Фёдорович Авде́ев (1 ноября 1929 года, Инюшево — 27 сентября 1997 года, Рудный) — бригадир проходчиков рудника «Центральный» Хрустальненского горно-обогатительного комбината Министерства цветной металлургии СССР Кавалеровского района Приморского края. Герой Социалистического Труда (1966)

## Биография
Родился 1 ноября 1929 года в деревне Инюшево, ныне Заринского района Алтайского края в семье крестьянина. Русский.
В конце 1930-х годов семья Авдеевых переселилась на Иманские рудники, где начал работать отец Александра, Фёдор Авдеев. После начала Великой Отечественной войны, в связи с резко возросшей потребностью государства в олове, Народный комиссариат цветной металлургии СССР закрыл Иманские рудники. Наиболее квалифицированные горнорабочие с семьями были пешком, по таёжному бездорожью, переброшены в богатый месторождениями олова Кавалеровский район. Семья Авдеевых поселилась в посёлке Лифудзин (с 1972 года — Рудный).
В 1946 году, окончив семь классов, Александр начал работать в старательской артели «За Родину». Затем служил в Советской Армии. В ноябре 1960 года, после демобилизации, вернулся в родной посёлок, где поступил на работу на рудник «Центральный», находящийся к тому времени в системе Хрустальненского горно-обогатительного комбината (ХГОК). Работал подземным проходчиком в бригаде известного горняка Семёна Михайловича Буянова, где освоил скоростную проходку и скоростную отбойку. Затем сам возглавил бригаду из шести человек, которая включилась в соревнование за проходку 100 метров забоя в месяц. В итоге бригада Авдеева не только преодолела стометровый рубеж, но и троекратно превысила его, проходя до 300 метров в месяц. В 1965 году бригадой было пройдено 1269,7 погонных метров горизонтальных выработок при среднемесячной проходке 18,8 метров штрека на члена бригады. С не меньшим старанием трудились авдеевцы и в 1966 году.
Старания бригадира не остались незамеченным государством. Указом Президиума Верховного Совета СССР от 20 мая 1966 года за выдающиеся успехи, достигнутые в развитии цветной металлургии, Александру Фёдоровичу Авдееву было присвоено звание Героя Социалистического Труда с вручением ордена Ленина и золотой медали «Серп и Молот».
В 1972—1973 годах работал подземным крепильщиком, в 1973—1974 годах — горнорабочим очистного забоя, в 1974—1976 годах — подземным проходчиком рудника «Центральный» ХГОКа. В 1975 году руководимая им бригада вступила в соревнование с другими бригадами рудника «Центральный» за досрочное выполнение заданий девятой пятилетки (1971—1975) и успешно выполнила все задачи. С 1976 года работал проходчиком-инструктором, а затем мастером производственного обучения.
С марта 1988 года — на пенсии. Жил в посёлке Рудный. Умер 27 сентября 1997 года. Похоронен на местном поселковом кладбище.

## Награды
- Герой Социалистического Труда (20.05.1966)
- орден Ленина (20.05.1966)
- медали

## Семья
Был дважды женат.
- Первая жена — Наталья Семёновна Тюркова (1929—1973), по национальности мордовка. В браке в 1954—1972 годах, затем развелись.
- Вторая жена — Валентина Михайловна Ерпылёва (род. 1937). В браке 1972 года. Для Валентины это был второй брак, от первого брака осталось двое детей — дочь (род. 1962) и сын (род. 1968). С 1989 года на пенсии.